# Le Châtenet-en-Dognon

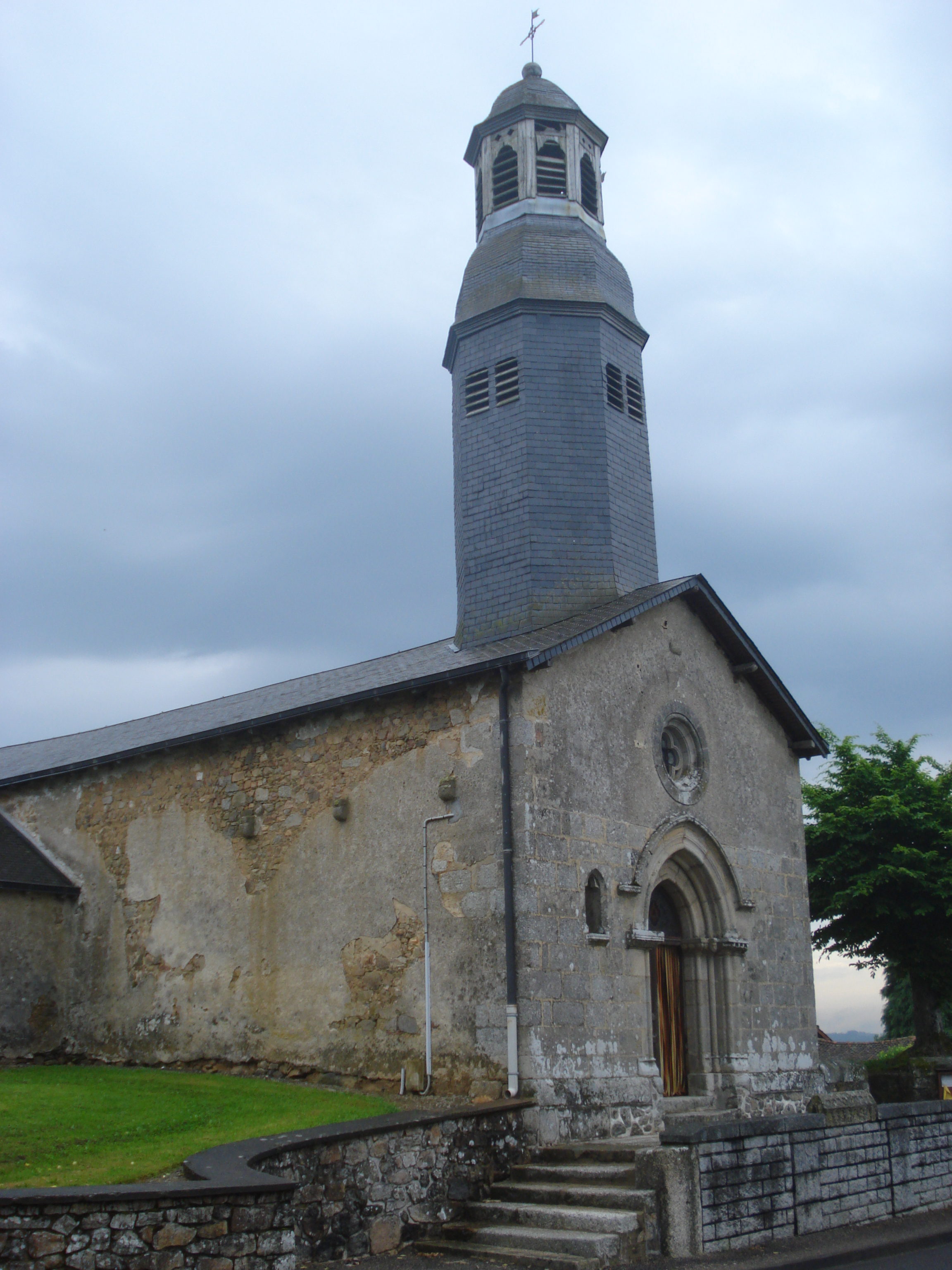
kerk van Le Châtenet-en-Dognon

Le Châtenet-en-Dognon is een gemeente in het Franse departement Haute-Vienne (regio Nouvelle-Aquitaine) en telt 424 inwoners (1999). De plaats maakt deel uit van het arrondissement Limoges.

## Geografie
De oppervlakte van Le Châtenet-en-Dognon bedraagt 20,8 km², de bevolkingsdichtheid is 20,4 inwoners per km².

## Geschiedenis
Een kleine heuvel boven het dorp en boven het dal van de Taurion is in feite een feodale "motte", verhoogde heuvel waarop rond het jaar 1000 een halfstenen-halfhouten fortkasteeltje stond. Wat van deze donjon resteert, zijn die kleine heuvel, de naam van de streek Dognon en van de plaats Le Châtenet-en-Dognon.
De huidige gemeente was rond het jaar 1000 de zetel van een kleine heerlijkheid genaamd « van de Dognon », die in ca. 1137 eigendom werd van de kanunniken van Saint-Léonard-de-Noblat. De parochiekerk dateert van de 12e of 13e eeuw. De in de 17e eeuw erbij gebouwde uivormige klokkentoren is tamelijk uitzonderlijk voor de streek. De kerk wordt momenteel gerestaureerd.
Le Châtenet-en-Dognon ligt aan de Via Lemovicensis of Weg van Vézelay, de Pelgrimsroute naar Santiago de Compostella door de Limousin.
De onderstaande kaart toont de ligging van Le Châtenet-en-Dognon met de belangrijkste infrastructuur en aangrenzende gemeenten.

## Demografie
Onderstaande figuur toont het verloop van het inwonertal (bron: INSEE-tellingen).

## Foto's

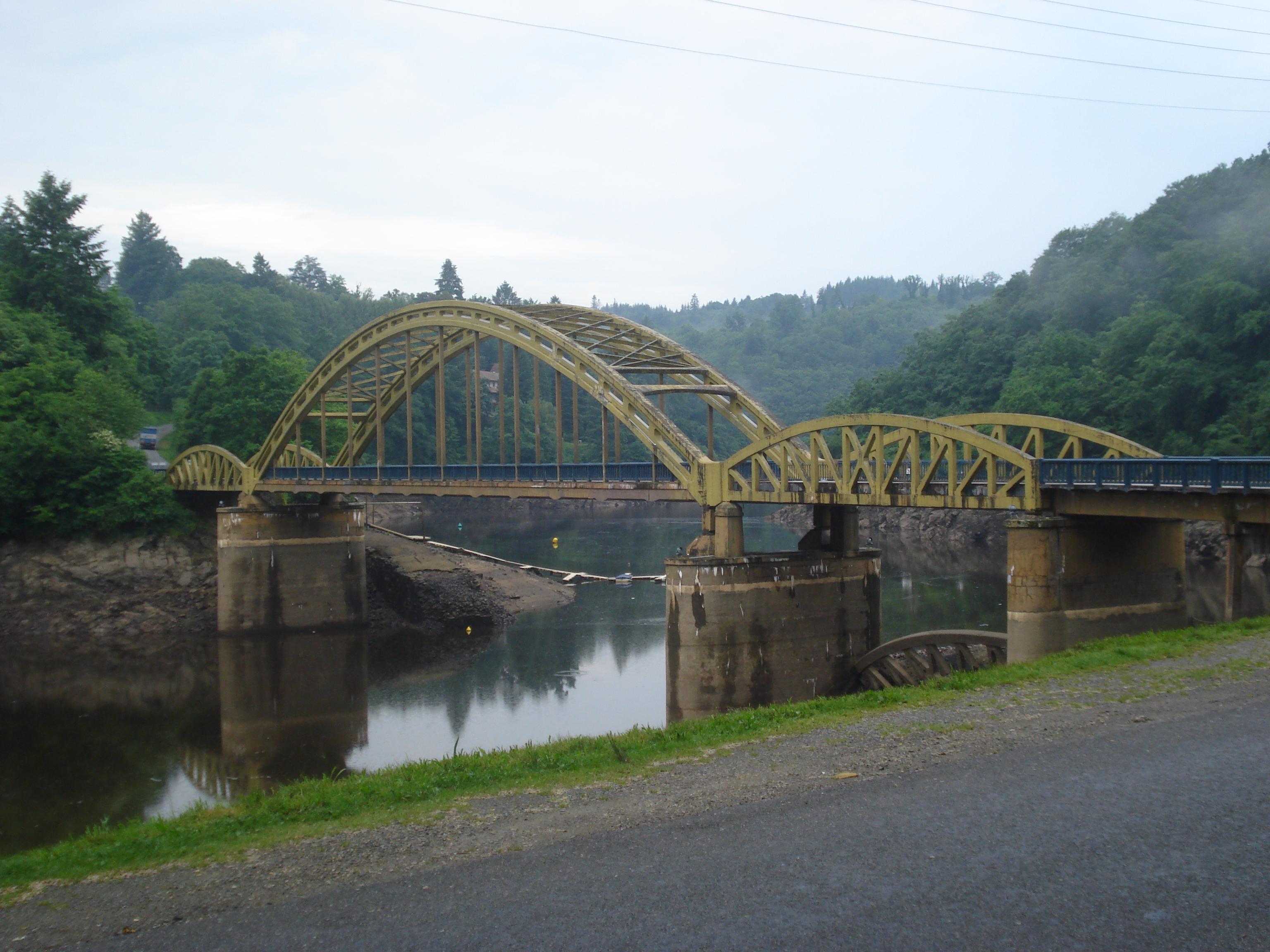
Pont du Dognon over de Taurion
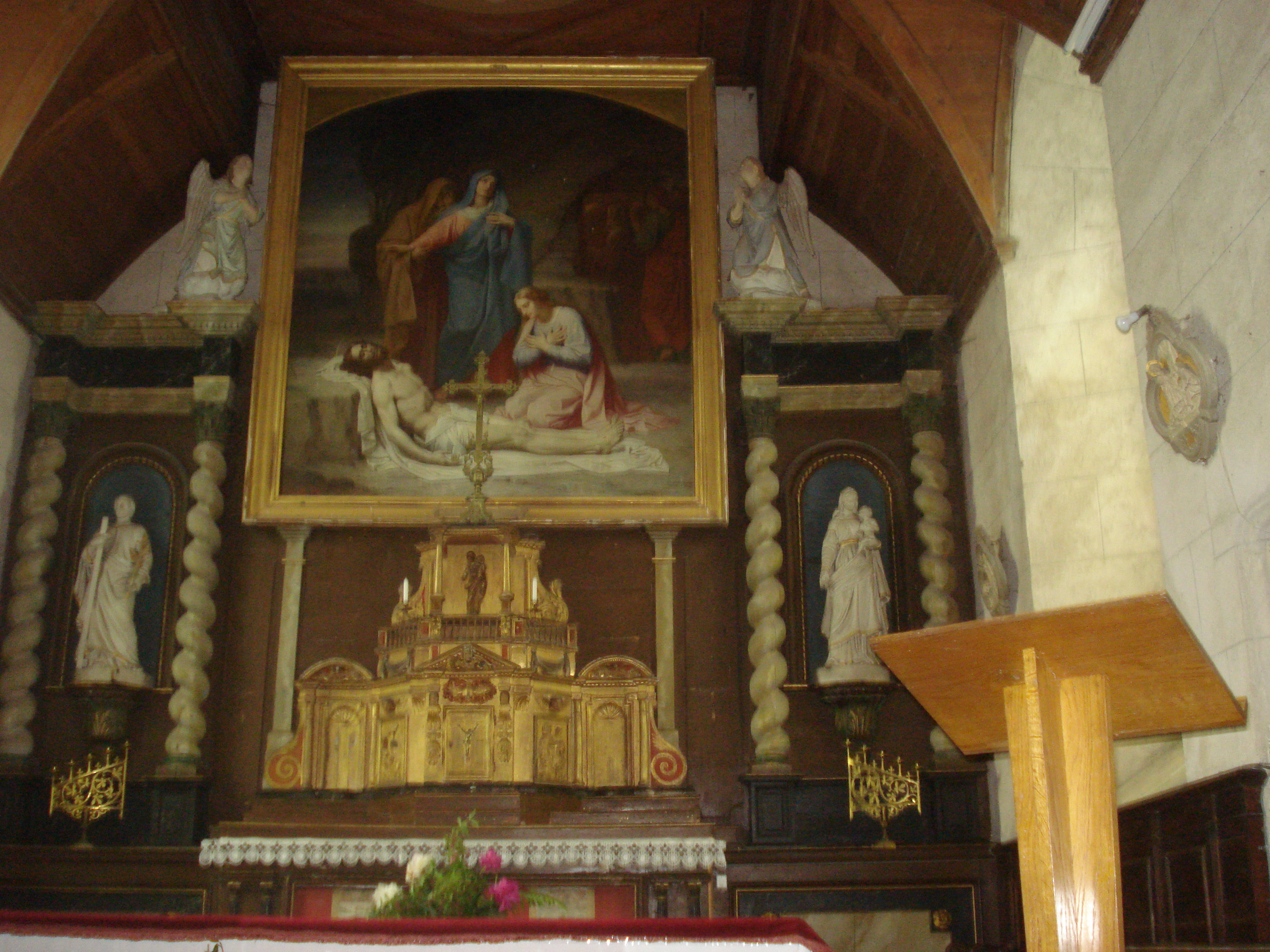
Het altaar "Stabat Mater" (1844) van Victor ZIER, geschenk van keizer Napoleon III (1869).
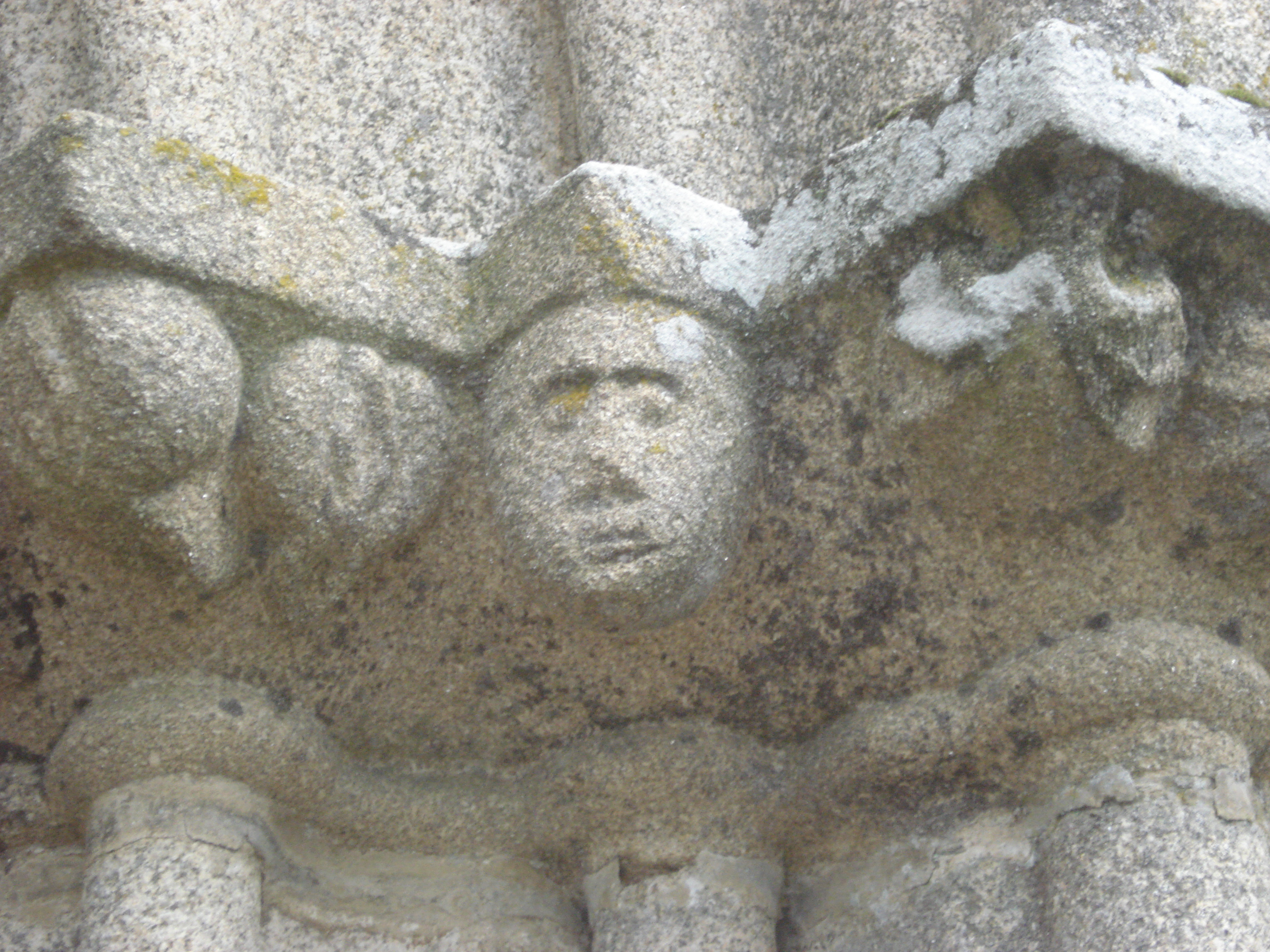
Kerk van Châtenet-en-Dognon - een modillon
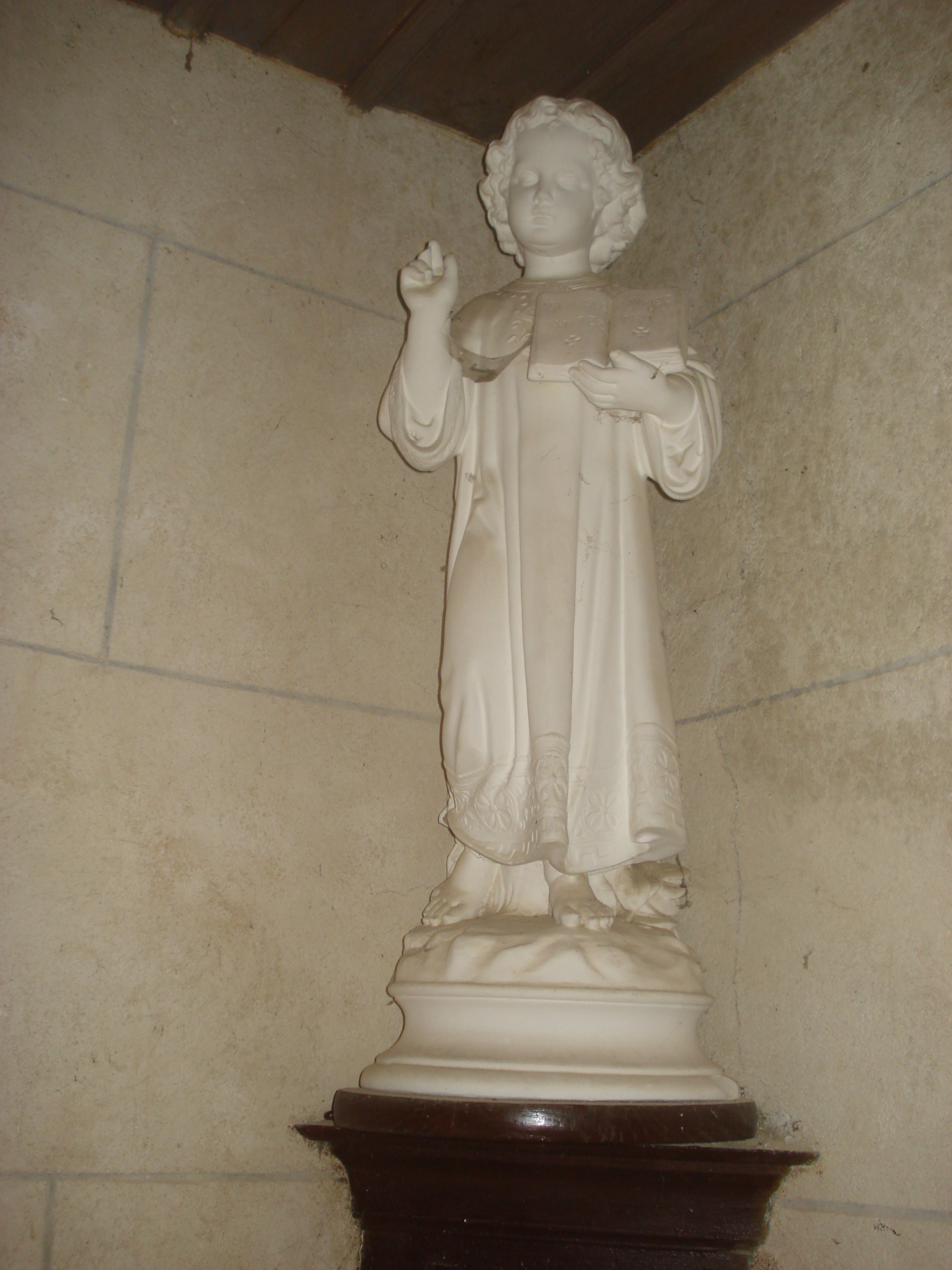
Beeld van kindje Jesus in de kerk